# X-Klasse (1918)
Die X-Klasse war eine Klasse von zwei Minenleger-U-Booten der Regia Marina. Sie wurde von Marineingenieur Curio Bernardis auf der Vorlage des deutschen U-Boot-Typs UC I entworfen.

## Baugeschichte
Zum Zeitpunkt des italienischen Kriegseintritts in den Ersten Weltkrieg besaß die italienische Marine weder Minenleger-U-Boote noch waren Pläne für den Bau solcher Boote vorhanden. Erst nachdem am 16. März 1916 vor Tarent das Minenleger-U-Boot der Kaiserlichen Marine UC 12 gesunken und von der italienischen Marine geborgen worden war, begann sich die Regia Marina für diesen Bootstyp zu interessieren. Das in zwei Teile zerbrochene deutsche U-Boot wurde unter der Leitung des italienischen Marineingenieurs Curio Bernardis in der Marinebasis Tarent rekonstruiert. Dieser Nachbau lief unter der Bezeichnung X 1 im Dezember 1916 vom Stapel.
Noch während der Instandsetzungsarbeiten arbeitete Bernardis im Auftrag der italienischen Marine ein Projekt für ein größeres Minenleger-U-Boot aus. Bereits im August 1916 konnten nach der als Vorbild dienenden UC 12 zwei Boote mit der Bezeichnung X 2 und X 3 bei Ansaldo in Sestri Ponente auf Kiel gelegt werden. Die kurze Projektphase machte sich jedoch in der Leistungsfähigkeit der Boote bemerkbar. Aber obwohl sie langsam waren und als schwer manövrierfähig galten, wurden die beiden Boote der X-Klasse erst nach dem Zweiten Weltkrieg außer Dienst gestellt.
Nach dem Ersten Weltkrieg wurden die Boote mit jeweils zwei Torpedorohren in Ablaufrahmen nachgerüstet, die an der Bugseite seitlich angebracht waren.

## Boote der Klasse
| Boot | Bauwerft                | Kiellegung      | Stapellauf        | Indienststellung |
| ---- | ----------------------- | --------------- | ----------------- | ---------------- |
| X 2  | Ansaldo, Sestri Ponente | 22. August 1916 | 25. April 1917    | 1. Februar 1918  |
| X 3  | Ansaldo, Sestri Ponente | 22. August 1916 | 29. Dezember 1917 | 27. August 1918  |

Quelle

## Einsatz und Verbleib

### X 2
Die X 2 wurde nach ihrer Indienststellung im Februar 1918 nach Brindisi verlegt. Bis zum Kriegsende operierte das Boot in der südlichen Adria und legte insgesamt sechs Minensperren vor der gegnerischen Küste an. Unmittelbar nach dem Krieg wurde das Boot desarmiert, um 1921 wieder armiert zu werden. Anschließend wurde es nach Tarent verlegt. Von 1936 an lag die X 2 als Schulschiff in Pola in Istrien. Nach der Kriegserklärung Italiens an Frankreich und Großbritannien im Juni 1940 wurde das Boot bis Herbst 1940 noch für Transportaufgaben zwischen verschiedenen italienischen Häfen genutzt. Anschließend wurde es desarmiert. Ohne weiteren Einsatz wurde die X 2 schließlich am 18. Oktober 1946 außer Dienst gestellt.

### X 3
Die X 3 wurde gegen Ende des Krieges in Dienst gestellt und dem 1. U-Boot-Geschwader in La Spezia unterstellt. Bis zur Unterzeichnung des Waffenstillstandes von Villa Giusti Anfang November 1918 kam das Boot zu keinem Einsatz mehr. In der Zwischenkriegszeit diente es unter anderem als Schulschiff für die Seekadetten der Marineakademie in Livorno. Anfang 1936 wurde die X 3 von der Marinebasis La Spezia nach Tarent verlegt, um im Jahr darauf in Pola anzulegen. In der ehemaligen k.u.k. Marinebasis stand das Boot erneut als Schulschiff zur Verfügung. Im Zweiten Weltkrieg kam die X 3 zwischen Juni und September 1940 zu einem einzige Transporteinsatz. Am 16. September 1940 wurde das Boot desarmiert und am 18. Oktober 1946 zusammen mit dem Schwesterboot X 2 außer Dienst gestellt.